# Perrierodendron boinense
Perrierodendron boinense là một loài thực vật có hoa trong họ Sarcolaenaceae. Loài này được (H.Perrier) Cavaco mô tả khoa học đầu tiên năm 1951.